# Publius Calvisius Ruso (Konsul 79)
Publius Calvisius Ruso war ein im 1. Jahrhundert n. Chr. lebender Angehöriger des römischen Senatorenstandes. In einer Inschrift wird sein Name als Publius Calvisius Ruso Iulius Frontinus angegeben.
Durch zwei Militärdiplome, die auf den 9. April und den 11. Juni 79 datiert sind, ist belegt, dass Ruso im Jahr 79 zusammen mit Lucius Iunius Caesennius Paetus Suffektkonsul war; durch eine Inschrift sind sie als Konsuln bereits für den 1. März des Jahres belegt. Die beiden übten ihr Amt daher vermutlich vom 1. März bis zum 30. Juni aus. Das Konsulnpaar ist noch durch weitere Inschriften nachgewiesen.
Durch Inschriften ist belegt, dass Ruso Statthalter (Proconsul) der Provinz Asia war; vermutlich war er im Amtsjahr 92/93 Statthalter. Durch Inschriften und Münzen ist nachgewiesen, dass er Statthalter der Provinz Cappadocia war; er war in den Amtsjahren von 104/105 bis 106/107 Statthalter.
Ruso war der Vater von Publius Calvisius Tullus Ruso.